# Eddie Cohen
Ezechiel Godert David (Eddie) Cohen (Amsterdam, 16 januari 1923 – Iowa City, 24 september 2017) was een Nederlands-Amerikaanse natuurkundige en hoogleraar aan de Rockefeller-universiteit. Hij is vooral bekend van zijn bijdragen op het gebied van de statistische natuurkunde. In 2004 werd Cohen, samen met Eugene Stanley, onderscheiden met de Boltzmann-medaille van het IUPAP.

## Biografie
Cohen werd in Amsterdam geboren als zoon van David Ezechiel Cohen (1882-1943) en Sophia Louise Cohen-de Sterke (1889-1943). Vanwege zijn joodse achtergrond moest hij gedurende de Tweede Wereldoorlog ondergedoken leven. Zijn beide ouders stierven in Auschwitz nadat hun schuiladres was verraden. Na de oorlog studeerde hij aan de Universiteit van Amsterdam, alwaar hij in 1952 zijn doctoraalexamen aflegde. In 1957 promoveerde hij onder begeleiding van professor Jan Hendrik de Boer op het proefschrift "On the theory of the liquid state".
Hij was twee jaar lang onderzoeksassistent aan de Universiteit van Michigan in Ann Harbor, waar hij samenwerkte met George Uhlenbeck en Theodore Berlin, aan de Johns Hopkins-universiteit. Aansluitend was hij hoofddocent (lector) aan de faculteit Wiskunde en Natuurwetenschappen aan de Universiteit van Amsterdam. In 1963 emigreerde hij met zijn gezin definitief naar de Verenigde Staten nadat hij een positie als hoogleraar aan de Rockefeller-universiteit in New York had geaccepteerd. In 1993 ging Cohen met emeritaat, maar bleef actief in de wetenschap. Hij verhuisde later naar Iowa City om in de nabijheid van zijn kinderen te wonen.

## Werk
Cohen hield zich onder meer bezig met de Boltzmann-vergelijking en de kinetische theorie van dichte gassen en vloeistoffen. In de jaren zestig toonde hij samen met J. Robert Dorfman aan dat een uitbreiding van de Boltzmann-vergelijking naar gassen met een hoge dichtheid als machtreeksexpansie in dichtheid niet mogelijk is. Zijn later experimenteel bevestigde voorspelling van onvolledige fasescheiding van vloeibaar helium bij lage temperaturen leidde tot de ontwikkeling van een nieuw koelprincipe voor zeer lage temperaturen (Helium Dilution Refrigerator). Deze wordt in laboratoria gebruikt om materialen af te koelen naar temperaturen nabij het absolute nulpunt.
Vanaf de jaren negentig werkte hij met roostergassen (waar hij nieuwe soorten diffusie ontdekte die niet met conventionele methoden kunnen worden beschreven), nieuwe microscopische beschrijvingsmethoden voor de dynamica van nanodeeltjes en stationaire niet-evenwichtstoestanden van vloeistoffen (relatie van transportcoëfficiënten met Ljapunov-exponenten). Samen met Christian Beck introduceerde hij in 2003 het formalisme van superstatistieken.

## Erkenning
In 1979 werd Cohen benoemd tot corresponderend lid van de Koninklijke Nederlandse Akademie van Wetenschappen  (KNAW). Hij ontving in 2004 de Boltzmann-medaille van het Committe on Thermodynamics amd Statistical Mechanics van de International Union of Pure and Applied Physics, de hoogste internationale onderscheiding voor bijdragen in de statistische mechanica. Datzelfde jaar (2004) werd hij ook benoemd tot Ridder in de Orde van de Nederlandse Leeuw.